# Ісса Ахмед
Ісса Ахмед (англ. Issah Ahmed, нар. 24 травня 1982) — ганський футболіст, захисник клубу «Аккра Грейт Олімпікс».
Виступав за національну збірну Гани.

## Клубна кар'єра
У дорослому футболі дебютував 2001 року виступами за команду клубу «Даву Янгстарс», в якій провів один сезон.
Своєю грою за цю команду привернув увагу представників тренерського штабу клубу «Аккра Грейт Олімпікс», до складу якого приєднався 2003 року.
2005 року уклав контракт з данським клубом «Раннерс», у складі якого провів наступні шість років ігрової кар'єри.
З 2012 року два сезони захищав кольори команди клубу «Берекум Челсі».
2015 року повернувся до клубу «Аккра Грейт Олімпікс».

## Виступи за збірну
2005 року дебютував в офіційних матчах у складі національної збірної Гани. Протягом кар'єри у національній команді, яка тривала чотири роки, провів у формі головної команди країни 12 матчів.
У складі збірної був учасником чемпіонату світу 2006 року у Німеччині, Кубка африканських націй 2006 року в Єгипті.